# AMD Athlon 64 X2 (Mobil)
Der AMD Athlon 64 X2 Dual-Core Processor for Notebook PCs (auf Deutsch: „Athlon-64-X2-Doppelkernprozessor für Notebooks“) ist ein Notebookprozessor aus der K9-Generation.

## Technik
Wie auch der eng verwandte AMD Turion 64 X2 und spätere Versionen seines Namensvetters für den Desktop verwendet der im Prozessor eingesetzte Speichercontroller DDR2-RAM. Von AMD Turion 64 X2 unterscheidet sich der Prozessor nur durch den kleineren L2-Cache und teilweise geringere Taktraten.
Ein Ableger des Athlon 64 X2 ist der Athlon Neo X2 L325. Dieser Prozessor hat eine auf 18 W gesenkte TDP die vor allem durch Senkung der Taktfrequenz auf 1,5 GHz erreicht wird. Für den Prozessor wird ein spezieller als „ASB1“ bezeichneter Sockel verwendet, auf dem die CPU verlötet wird.

## Modelldaten SockelS1
Alle Prozessoren für den Sockel S1 besitzen einen Speichercontroller mit zwei Kanälen (128 Bit, Dual-Channel-Betrieb) für DDR2-SDRAM, der von beiden Kernen gemeinsam genutzt wird.

### Taylor
Doppelkernprozessor (Dual-Core)
- Revision F2
- L1-Cache: je Kern 64 + 64 kB (Daten + Instruktionen)
- L2-Cache: je Kern 256 kB mit Prozessortakt
- MMX, Extended 3DNow!, SSE, SSE2, SSE3, AMD64, PowerNow!, NX-Bit, AMD-V
- Sockel S1, HyperTransport mit 800 MHz (HT 1600)
- Betriebsspannung (VCore): 1,075–1,1 V
- Leistungsaufnahme (TDP): 35 W
- Erscheinungsdatum: 17. Mai 2006
- Fertigungstechnik: 90 nm (SOI)
- Die-Größe: 183 mm² bei 153,8 Millionen Transistoren
- Taktfrequenzen: 1.600–2.200 MHz
  - TK-55: 1.800 MHz

### Hawk-256
Doppelkernprozessor (Dual-Core)
- Revision G1, G2
- L1-Cache: je Kern 64 + 64 kB (Daten + Instruktionen)
- L2-Cache: je Kern 256 kB mit Prozessortakt
- MMX, Extended 3DNow!, SSE, SSE2, SSE3, AMD64, PowerNow!, NX-Bit, AMD-V
- Sockel S1, HyperTransport mit 800 MHz (HT 1600)
- Betriebsspannung (VCore): 1,075–1,125 V
- Leistungsaufnahme (TDP): 31 W
- Erscheinungsdatum: Mitte 2007
- Fertigungstechnik: 65 nm (SOI)
- Taktfrequenzen: 1.800–2.300 MHz
  - TK-53: 1.700 MHz (G1)
  - TK-55: 1.800 MHz (G1)
  - TK-57: 1.900 MHz (G2)